# Symbios

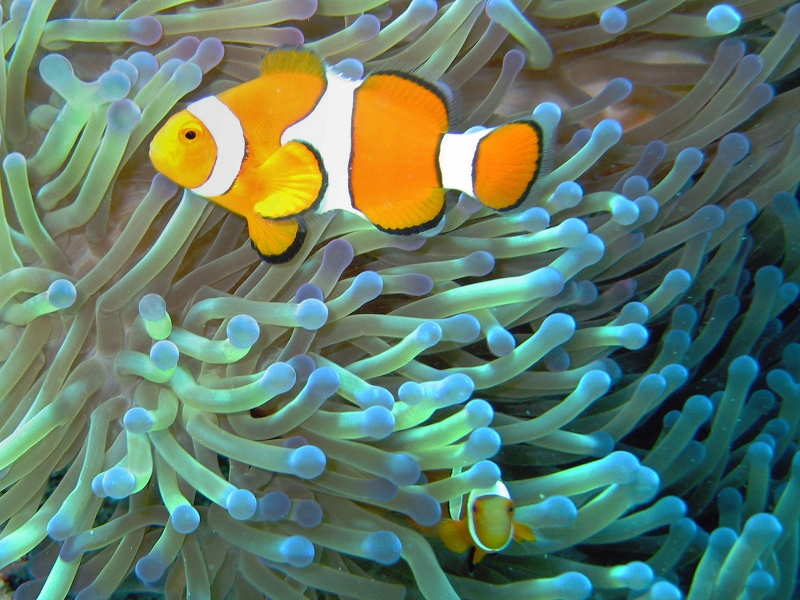
En clownfisk bland koraller på stora barriärrevet är ett exempel på symbios.

Symbios, "samliv" definieras som en biologisk interaktion där två olika organismer lever tillsammans i ett nära förhållande. En sådan organism kallas symbiont. Ofta blandas begreppet ihop med mutualism som beskriver ett förhållande som båda parterna tjänar på, men mutualism är bara en av flera olika sorters symbios. Andra exempel på symbiotiska förhållanden är kommensalism, där en part har nytta därav medan den andra påverkas obetydligt, parasitism, där en part drar nytta av samlevnaden medan den andra skadas. Symbios kan ofta leda till samevolution, så att de inblandade arterna över evolutionär tid anpassas till sin inbördes växelverkan.
Symbios kan vara antingen fakultativ (valfri) eller obligat. Vid obligat symbios kan organismerna inte leva utan varandra.

## Olika former av symbios
I tabellen du kan se visar de sex möjliga växelverkningarna efter hur de påverkar parternas s.k. fitness. Ändringarna behöver inte nödvändigtvis vara stegvis, utan kan även ske gradvis, så att exempelvis negativ kan vara allt från en obetydlig skada till dödlig. Av alla ömsesidiga påverkningar är neutralism nästintill omöjlig att påvisa, om den över huvud taget förekommer. Ömsverkningar mellan två arter behöver inte vara statiska; de kan skifta beroende på situation och sammanhanget. Detta är speciellt vanligt bland arter som har flera faser i livscykeln, som skiljer sig drastiskt åt.

### Mutualism
Inom biologin är mutualism när två arter lever i samexistens och båda arterna gynnas av denna samvaro
- insekter som pollinerar blomväxter genom att samla nektar från dem.
- mykorrhiza
- tarmbakterier som finner en dräglig livsmiljö i tarmarna hos till exempel människan, vilken har nytta av dem bland annat i förhindrandet av sjukdomsalstrande bakteriers etablering där.

### Kommensalism
Kommensalism är en form av biologisk interaktion där den ena arten gynnas, medan påverkan på den andra arten är försumbar.
Typer av kommensalism:
- Foresi är när en organism använder en annan för att transportera sig, som när en havstulpan slår sig ner på en krabbas skal.
- Inkvilism är när en organism bosätter sig i eller på en annan, orörlig, organism, som när en fågel bygger ett bo i ett träd, eller när anemonfiskar bor i havsanemoner.
- Metabios är när en organism använder en efterlämnad del av en annan organisms kropp, eller något som skapas av en annan organism – till exempel när en eremitkräfta använder ett snäckskal för att skydda sin kropp.

### Ammensalism
Ammensalism är en relation mellan två arter där den ena missgynnas och den andra är opåverkad. Ett exempel är när ett stort djur råkar trampa på ett mindre. Ett annat exempel är när en planta skuggas och därmed påverkas negativt av större träd. Ytterligare ett annat exempel är när penicillinsvampar utsöndrar ämnen som dödar bakterier.

### Parasitism
Parasitism är en relation där en art drar nytta av en annan art som i varierande grad missgynnas eller skadas. Ett känt exempel är fästingar.

### Konkurrens
Konkurrens är den interaktion där båda parter påverkas negativt. Det är den som traditionellt har ansetts vara viktigast inom evolutionen. Ett exempel på konkurrens är när två olika arter av djur äter på samma ställe, då sker konkurrens och oftast så utvecklar de båda organismerna olika nischer ( specialiseringar ) för att kunna äta lättare. T.ex. en giraff med lång hals.

### Neutralism
Neutralism är när två arter interagerar men båda förblir opåverkade. Det anses som högst osannolikt att neutralism i strikt bemärkelse förekommer i naturen och den är omöjlig att bevisa. Därför brukar man bredda begreppet och tala om neutralism i fall där påverkan på parterna är försumbar.